# Ритхајм-Вајлхајм
Ритхајм-Вајлхајм (њем. Rietheim-Weilheim) општина је у њемачкој савезној држави Баден-Виртемберг. Једно је од 34 општинска средишта округа Тутлинген. Према процјени из 2010. у општини је живјело 2.688 становника. Посједује регионалну шифру (AGS) 8327056.

## Географски и демографски подаци
Ритхајм-Вајлхајм се налази у савезној држави Баден-Виртемберг у округу Тутлинген. Општина се налази на надморској висини од 682 метра. Површина општине износи 12,0 km². У самом мјесту је, према процјени из 2010. године, живјело 2.688 становника. Просјечна густина становништва износи 224 становника/km².